# Lyidotea nodata
Lyidotea nodata is een pissebed uit de familie Idoteidae. De wetenschappelijke naam van de soort is voor het eerst geldig gepubliceerd in 1929 door Hale.